# バンダラナイケ国際空港襲撃事件
座標: 北緯7度10分52秒 東経79度53分2秒 / 北緯7.18111度 東経79.88389度
バンダラナイケ国際空港襲撃事件（バンダラナイケこくさいくうこうしゅうげきじけん）とは、スリランカの武装勢力であったタミル・イーラム解放のトラ（LTTE）による襲撃事件である。

## 事件の概要

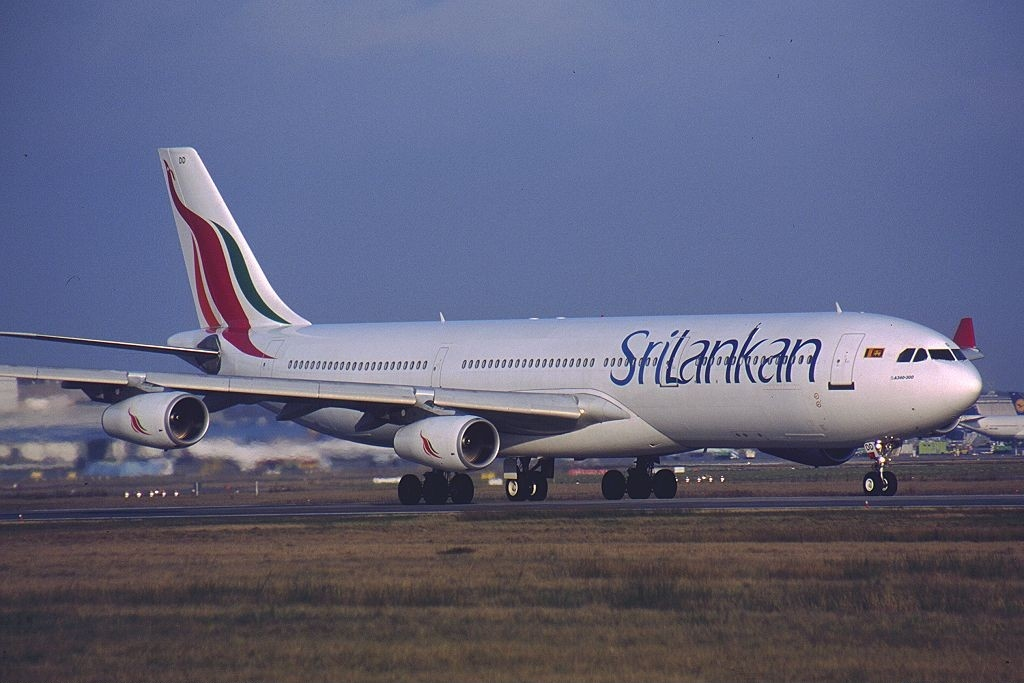
4R-ADD号機

2001年7月24日、LTTEの決死隊14人がコロンボ郊外にあるスリランカ空軍のカトゥナーヤカ空軍基地を襲撃し、対戦車砲やロケット弾で攻撃した。格納庫にあった航空機には手を出せなかったが、駐機場にあった戦闘機や攻撃ヘリコプターなど26機が被害を受けそのうち8機は全損した。
ついで、決死隊は隣接するバンダラナイケ国際空港も襲撃し、同空港で駐機していたスリランカ航空の旅客機6機も攻撃した。そのうちスリランカ航空が導入したばかりのエアバスA340（機体記号：4R-ADD）と2機のエアバスA330（4R-ALFと4R-ALE）と、エアバスA320（4R-ABA）が大破炎上した。これらの旅客機には乗客はいなかったため、人的被害はなかったが、スリランカ航空が運用していた12機の大半が使用不能になる大打撃を与えた。
一連の襲撃でLTTEは反撃で死亡するか、自爆テロを敢行したため14人全員が死亡した。一方のスリランカ政府側は7人が死亡したほか、12人が負傷した。幸いにも襲撃は未明であったため、一般市民の被害は最小限であった。